# Huevos revueltos (álbum)
Huevos revueltos es un álbum en vivo colaborativo entre las bandas de rock Hombres G y Enanitos Verdes.
El álbum se caracteriza por una recopilación de sus canciones a ritmo del rock y pop. De este álbum, se desprenden algunos sencillos como: «El ataque de las chicas cocodrilo», «Tu cárcel», «Devuélveme a mi chica» y «Lamento boliviano» entre otros conocidos. El álbum en vivo fue grabado en Arena Ciudad de México donde consta de dos CD y un DVD con 29 canciones variadas. A raíz de esto, ambas bandas realizaron una gira por Latinoamérica llamada Huevos Revueltos Tour.

## Lista de canciones
| CD 1 |                                     |          |  |
| N.º  | Título                              | Duración |  |
| 1.   | «Voy a pasármelo bien»              | 4:55     |  |
| 2.   | «El extraño del pelo largo»         | 2:56     |  |
| 3.   | «Mejor no hablemos de amor»         | 3:09     |  |
| 4.   | «El ataque de las chicas cocodrilo» | 3:09     |  |
| 5.   | «Si no te tengo a ti»               | 5:27     |  |
| 6.   | «Mariposas»                         | 3:45     |  |
| 7.   | «Guitarras blancas»                 | 4:05     |  |
| 8.   | «Un par de palabras»                | 3:44     |  |
| 9.   | «Lo noto»                           | 4:14     |  |
| 10.  | «Qué soy yo para ti»                | 5:41     |  |
| 11.  | «Mi primer día sin ti»              | 4:58     |  |
| 12.  | «Tus viejas cartas»                 | 3:40     |  |
| 13.  | «Eterna soledad»                    | 3:59     |  |
| 14.  | «Cordillera»                        | 5:53     |  |

| CD 2 |                                  |          |  |
| N.º  | Título                           | Duración |  |
| 1.   | «Amores lejanos»                 | 4:28     |  |
| 2.   | «Te quiero»                      | 5:31     |  |
| 3.   | «Indiana»                        | 2:50     |  |
| 4.   | «Visité nuestro bar»             | 5:05     |  |
| 5.   | «Por el resto»                   | 3:52     |  |
| 6.   | «Suéltate el pelo»               | 3:59     |  |
| 7.   | «Marta tiene un marcapasos»      | 4:11     |  |
| 8.   | «La muralla verde»               | 3:56     |  |
| 9.   | «Temblando»                      | 5:11     |  |
| 10.  | «Luz de día»                     | 5:25     |  |
| 11.  | «Tu cárcel»                      | 4:18     |  |
| 12.  | «Venezia»                        | 4:58     |  |
| 13.  | «Devuélveme a mi chica»          | 4:10     |  |
| 14.  | «Intro / México lindo y querido» | 2:21     |  |
| 15.  | «Lamento boliviano»              | 6:28     |  |

| DVD |                                     |          |  |
| N.º | Título                              | Duración |  |
| 1.  | «Voy a pasármelo bien»              | 4:57     |  |
| 2.  | «El extraño del pelo largo»         | 2:56     |  |
| 3.  | «Mejor no hablemos de amor»         | 3:09     |  |
| 4.  | «El ataque de las chicas cocodrilo» | 3:09     |  |
| 5.  | «Si no te tengo a ti»               | 5:27     |  |
| 6.  | «Mariposas»                         | 3:45     |  |
| 7.  | «Guitarras blancas»                 | 4:05     |  |
| 8.  | «Un par de palabras»                | 3:44     |  |
| 9.  | «Lo noto»                           | 4:14     |  |
| 10. | «Qué soy yo para ti»                | 5:41     |  |
| 11. | «Mi primer día sin ti»              | 5:10     |  |
| 12. | «Tus viejas cartas»                 | 3:43     |  |
| 13. | «Eterna soledad»                    | 4:01     |  |
| 14. | «Cordillera»                        | 5:53     |  |
| 15. | «Amores lejanos»                    | 4:27     |  |
| 16. | «Te quiero»                         | 5:33     |  |
| 17. | «Indiana»                           | 3:18     |  |
| 18. | «Visité nuestro bar»                | 5:17     |  |
| 19. | «Por el resto»                      | 4:08     |  |
| 20. | «Suéltate el pelo»                  | 3:57     |  |
| 21. | «Marta tiene un marcapasos»         | 4:17     |  |
| 22. | «La muralla verde»                  | 3:58     |  |
| 23. | «Temblando»                         | 5:16     |  |
| 24. | «Luz de día»                        | 5:25     |  |
| 25. | «Tu cárcel»                         | 4:24     |  |
| 26. | «Venezia»                           | 5:15     |  |
| 27. | «Devuélveme a mi chica»             | 4:11     |  |
| 28. | «Intro / México lindo y querido»    | 2:22     |  |
| 29. | «Lamento boliviano»                 | 5:51     |  |